# پلی دیستروفی هورلر کاذب
پلی دیستروفی هورلر کاذب (Pseudohurler polydystrophy) که با نام موکولیپیدوز نوع سه نیز خوانده می‌شود، نوعی بیماری ذخیره‌ای لیزوزومی است.

## علائم بالینی
- زمان تولد، دوران نوزادی و شیرخوارگی: طبیعی.
- دوره کودکی: معمولاً در سنین ۲ تا ۴ سالگی با علائم مفصلی تظاهر می‌کند. درد شدید که ممکن است باعث بیداری از خواب شود و حساسیت، سفتی و محدودیت پیشرونده حرکت مفاصل که پیشنهاد بیماری روماتوئید آرتریت جوانی را می‌کند در بیمار روی می‌دهد، اما در آن سدیمانتاسیون طبیعی می‌باشد. ممکن است شیارهای جمجمه به‌طور زودرس بسته شود یا جمجمه طبیعی باشد. دست چنگالی، کانتراکتور زانو، ران و آرنج در وضعیت خمیده، کوتاهی قد بخصوص در پسرها، تغییرات تخریبی پیشرونده در مفصل ران که منجر به راه رفتن اردکی و اشکال در حرکت می‌شود نیز در بیمار مشاهده می‌شود. به ندرت ابتلای مفصل ران و ستون فقرات تنها تظاهر بالینی می‌باشد. سایر علائم شامل یافته‌های صورت خشن در برخی از بیماران، پرمویی، هیپرتروفی لثه و دندانهای بر روی هم سوار شده، ضخامت پوست و شفاف بودن قرنیه، هوش احتمالاً طبیعی و محدودیت کم در عملکرد شناختی، نارسایی دریچه آئورت، بزرگی متوسط کبد و فتق مغبنی در برخی از بیماران می‌باشد. زندگی بیمار تا بزرگسالی ناشایع نیست.

نقص در آنزیم ان استیل گلوکزآمینیل ال فسفو ترانسفراز از علت‌های بیماری است. این بیماری از نوع اتوزوم مغلوب در وراثت بوده و میزان بروز آن بسیار نادر است.

## روش تشخیص
- بررسی آنزیم: در فیبروبلاستها و گلبولهای سفید.
- کروماتوگرافی لایه نازک ادرار: برای الیگو ساکاریدها مثبت است.

## درمان
درمان حمایتی است و شامل درمان ارتوپدی و فیزیوتراپی جهت اشکالات مفصل ران، تجویز پامیدرونات داخل
وریدی برای بهبود حرکت و درد استخوانی می‌باشد.

## آزمون تشخیص قبل از تولد
```
بررسی آنزیم در 
آمنیوسیتهای
 کشت شده و نمونه 
پرز کوریونی
.
```